# Segundo Castillo Varela
Segundo Castillo Varela (Callao, 17 luglio 1913 – Callao, 1º ottobre 1993) è stato un calciatore peruviano naturalizzato cileno, di ruolo centrocampista.

## Carriera

### Club
Ha giocato nelle massime serie dei campionati peruviano, argentino e colombiano. Ha giocato anche nella terza serie cilena con il Magallanes.

### Nazionale
Giocò sia per la nazionale peruviana sia per quella cilena.

## Palmarès

### Club

#### Competizioni nazionali
- Campionato peruviano: 5

Sport Boys: 1935, 1937
Universitario: 1945, 1946, 1949